# Ardeocomus hemilophoides
Ardeocomus hemilophoides là một loài bọ cánh cứng trong họ Cerambycidae.